# Movimento per la Democrazia – La Rete
Movimento per la Democrazia – La Rete var ett italienskt parti som leddes av Leoluca Orlando. Det bildades den 24 januari 1991, ursprungligen associerat till de italienska kristdemokraterna. På grund av partiets kopplingar till maffian bröt dock de italienska kristdemokraterna sitt samarbete med Movimento per la Democrazia. 1999 upplöstes partiet, då det blev en del av Romano Prodis Demokraterna.